# جورج فالنتين
جورج فالنتين (بالفرنسية: Georges Valentin)‏ هو دراج فرنسي، ولد في 24 يناير 1892 في Saint-Varent ‏ في فرنسا، وتوفي في 21 سبتمبر 1981.

## وصلات خارجية
- جورج فالنتين على موقع إحصائيات الدراجات الإحترافية (الإنجليزية)
- جورج فالنتين على موقع أوليمبيديا (الإنجليزية)